# C-Commerce
C-Commerce oder  Collaborative Commerce (englisch collaborate = zusammenarbeiten und  commerce = Handel) beschreibt den Zusammenschluss verschiedener Unternehmen über das Internet zu einer gemeinsamen Arbeitsgruppe.  
Je nach Art des Projektes können innerhalb dieser Gemeinschaft Allianzen geschlossen werden. Anders als der E-Commerce ist der C-Commerce auf projektbezogene oder bleibende Partnerschaften ausgerichtet. 
Diese Form der Kooperation ist eine Besonderheit der New Economy, die traditionelle Geschäftsbeziehungen überholt. Experten zufolge werden C-Commerce-Lösungen bisherige Internet-Vertriebsanwendungen ablösen.

## Community Commerce
Der Begriff steht ebenfalls im E-Commerce für Community Commerce, also eine finanzielle Wertschöpfung, die sich auf Internetnutzer, die sich in Foren, Chats, Blogs, sozialen Netzwerken oder anderen Seiten wiederfinden und austauschen, bezieht. Häufig bilden diese Communities klare Zielgruppen mit gleichen Interessen und Verhaltensweisen ab. Weiterhin kennzeichnend ist ein hohes Vertrauern untereinander, viel Interaktion und das geben von Ratschlägen sowie annehmen von Empfehlungen. Daher eignet sich hierbei zum Beispiel das Empfehlungs-Marketing gut. Im Vergleich zu anderen Marketingansätzen werden die Streuverluste niedrig gehalten und die Effizienz der Marketing-Spendings eines Unternehmens erhöht.